# Tessarabrachion
Tessarabrachion – monotypowy rodzaj szczętek, do którego klasyfikowany jest wyłącznie gatunek Tessarabrachion oculatus Hansen, 1911.